# Giulia Troiano
Giulia Troiano (Rimini, 13 ottobre 1977) è un'attrice italiana.

## Biografia
Giulia Troiano esordisce nel 2001 nella soap opera CentoVetrine interpretando nel cast ricorrente il ruolo di Mara De Simone. Recita successivamente nel 2004 nella miniserie televisiva Gli amici di Oskar con la regia di Francesco D'Alessio.
Nel 2005 recita nel cortometraggio Non vedo l'ora con la regia di Barbara Folchitto e della stessa Giulia Troiano. Nel 2006 partecipa al film Triplice inganno con la regia di Jerome Cornuau. Nel 2010 ritorna a CentoVetrine dove interpreta un altro ruolo, quello di Linda.

## Filmografia

### Cinema

#### Attrice
- Nitrato d'argento, regia di Marco Ferreri (1996)
- Vesna va veloce, regia di Carlo Mazzacurati (1996)
- Non vedo l'ora, regia di Barbara Folchitto e Giulia Troiano - cortometraggio (2005)
- Divino, regia di Giovanni Bufalini - cortometraggio (2011)

#### Regista
- Non vedo l'ora, co-regia con Barbara Folchitto - cortometraggio (2005)

### Televisione
- CentoVetrine - soap opera, (2001-2003, 2010)
- Gli amici di Oskar - regia di Francesco D'Alessio - serie TV (2004)

## Doppiatrice
- Triplice inganno (Les brigades du Tigre), regia di Jerome Cornuau (2006)
- Il colore della libertà - Goodbye Bafana, regia di Bille August (2007)